# 加藤篤士
加藤 篤士（かとう あつし、1968年11月20日 – ）は、日本の心理学者である。専門は、臨床心理学。公認心理師。

## 出自
宮崎県日向市にて出生、長野県飯田市出身。飯田市立鼎小学校、飯田市立鼎中学校、長野県飯田高等学校を経て、早稲田大学教育学部教育心理学専修卒業、同大学大学院教育学研究科修了。早稲田大学助手、早稲田大学文学学術院総合人文科学研究センター招聘研究員を経て、十文字学園女子大学講師。
この間、国士舘大学、駿河台大学心理学部・大学院心理学研究科、人間環境大学大学院、東京未来大学、環太平洋大学、群馬医療福祉大学、高崎商科大学などの非常勤講師などを務めた。
適正飲酒の講師のほか、民間のクリニックでのカウンセリング業務、慶應義塾大学医学部付属病院精神・神経科勤務、国立病院機構久里浜医療センター、社会福祉法人泉会での心理士業務などで臨床経験を積み、現職。
元々は法学部を卒業して金融機関に就職、その後実家ゆかりの酒蔵勤務を経てフリーの酒類講師を務めていた。講師をしていたNHK文化センターの受講生だった元大学教授の質問に感銘を受けて、人の香味の嗜好はどのように獲得されるのか学ぶため心理学専修に学士入学したと語っている。

## エピソード
幼少期は醸造業の家庭に育ち、裕福な環境だった。小学校時代に「管の複雑さに興味を持って」始めた吹奏楽でトランペットを担当、大学時代まで吹奏楽部を続けることとなる。小２の時、台風が接近していた宮崎の浜で海水浴中に溺れかかりサーファーに助けられる。以来、水泳が恐怖になる。中三のとき授業中にパニック発作に襲われる。病院を渡り歩くも「異常なし」とされ、ようやく診断を受け治療を開始したのは32歳の時だった。高校・大学・社会人を通じて、「異常がないのに突如発作に襲われる」恐怖と闘っていたと語る。特に高校時代は受験戦争真っただ中にもかかわらず授業中に発作が起こり「勉強にならなかった」という。教員から「甘え」であると叱責され、「みせしめのために」補講へ出席させられた。大学受験では「座っているのが精いっぱい」でことごとく志望大学に不合格になる。「こんなに苦しいのが気のせいであるはずがない」と自ら文献にあたり、海外の論文を探し、ようやく主治医を見つけ治療を開始した時は30歳を超えていたという。「自分が知らない症状だからと言って、患者の訴えを否定するのは科学でも何でもない。専門家は科学的な思考を持たなければ駄目だ。さもなければ患者の人生の貴重な時間を無為に奪ってしまう」と語る。
「つぶしがきく」理由から法学部に進学。法学部在籍中は国際法を専攻、東風平玄純教授の薫陶を受ける。宇宙法に関心を持ち、東京大学工学部航空学科久保田弘敏教授の誘いを受け宇宙技術と科学の国際シンポジウム（ISTS）に参加。大学卒業時に宇宙開発事業団(現宇宙航空研究開発機構(JAXA)の誘いを受け入社試験を受験したが、最終選考で落選。
事業団以外の就職活動をしていなかったため、落選を知った大学４年の秋に慌てて企業訪問するも既に全国的に採用活動が終了していた。また、バブル景気後の就職氷河期でもあり、就職試験すら受けられない状況に立ち至った。たまたま故郷に立ち寄り短大生向きの就職説明会を開いていた飯田信用金庫を訪問した際に今まで何をしていたか尋ねられ、正直に全部語ったところ、そのいきさつに興味を持った森山和幸（後の理事長）が就職試験の受験を許可し、入庫が決まった。
その後、当時酒蔵の社長であった伯父の急逝を受けて1997年より実家ゆかりの酒蔵に勤務。実家は喜久水酒造株式会社（長野県飯田市）の創業家のうちの一軒で最大株主である。同社は嘗て、灘伏見を除いた地方の蔵元では最大出荷量を誇っていた名門蔵元であった。
この間、久保園晃の依頼を受け、日本のロケット開発史「日本ロケット物語」の編集作業に協力し刊行。文部省宇宙科学研究所（ISAS）的川泰宣教授の協力で、長野県飯田市美術博物館に飯田宇宙少年友の会を設立。博物館のスタッフとともに、宇宙少年団活動を実施した。飯田宇宙少年友の会のロゴ文字は毛利衛宇宙飛行士の揮毫、アイコンの図柄は松本零士直筆によるメーテルである。
その後、東京での適正飲酒の講師を依頼され、NHK文化センターを筆頭に都内各地にて講師を担当することとなり酒蔵を退社。独立行政法人酒類総合研究所清酒専門評価者の資格を取得。全国の地方酒蔵有志を募り「お酒手帖」(竹書房)を出版。
味覚・嗜好の獲得と発達を研究しようと早稲田大学教育学部教育心理学専修に学士入学。学費・研究費・生活費は、自分が保有する酒蔵の株式を自社に売却して捻出した。中垣啓教授の発達心理学研究室に所属するも、２年後に教授が定年退職。研究内容の変更を余儀なくされ、それまでアルコールを売って育ってきたのだから、人生の後半はアルコールを飲みすぎてしまった人たちの役に立とうと考え臨床心理学に転向し、堀正士教授の研究室に異動。それ以降アルコール依存や、その原因となるトラウマ体験に対する心理療法が研究テーマになる。学部から博士課程まで早稲田大学で学び、修士課程では慶應義塾大学医学部精神・神経科学教室（三村將教授・村松太郎准教授）に、博士課程では東京大学大学院医学系研究科（川上憲人教授）に大学間協定により派遣される。アルコール使用症の心理学的支援に関する研究にて学位取得し、現在に至る。

### 単著
- 『お酒手帖』（竹書房 2010年）

### 論文
- 加藤篤士 江塚樹乃 堀正士「アルコール使用障害に至る心理社会的要因について」『日本アルコール・薬物医学会雑誌』第55巻第3号、2020年、95-111頁。